# كانتالوبا
كانتالوبا هي بلدية (بلدية) في مدينة تورينو الحضرية في المنطقة الإيطالية بيدمونت ، وتقع على بعد حوالي 30 كيلومتر (19 ميل) جنوب غرب تورينو، عند سفح جبل فريدور. وتقع كانتالوبا على حدود البلديات التالية: Cumiana وFrossasco و Roletto .

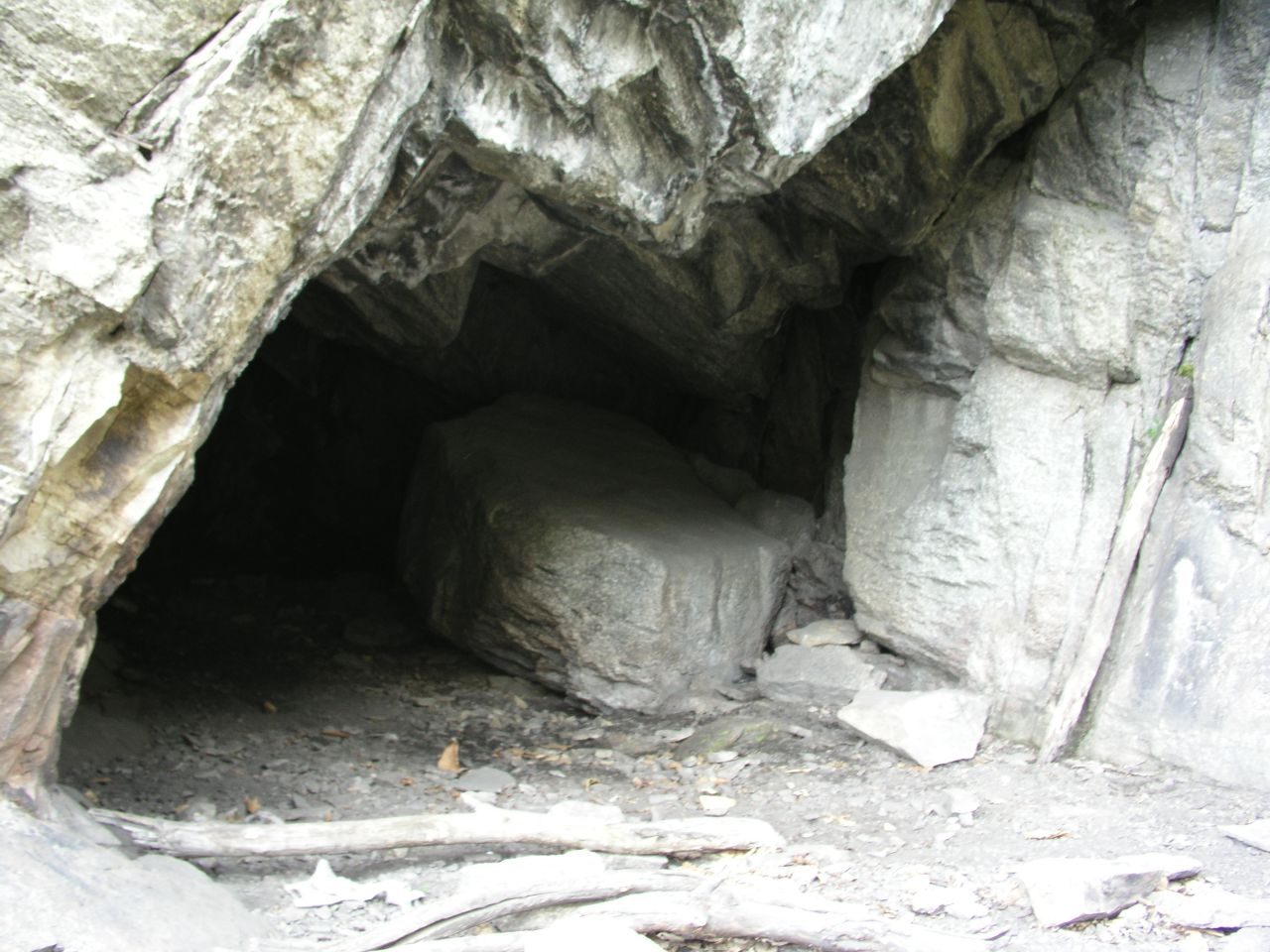
كهف Ciumiera. تم العثور على بقايا قريبة من العصر الحديدي.

## روابط خارجية
- الموقع الرسمي